# George Hamilton-Gordon (4e comte d'Aberdeen)
Pour les articles homonymes, voir George Gordon et Gordon.
George Hamilton-Gordon, 4e comte d'Aberdeen, est un homme d'État écossais, né le 28 janvier 1784 à Édimbourg et mort le 14 décembre 1860 à St. James's (Londres).

## Biographie
George Hamilton-Gordon est, après la chute de Napoléon Bonaparte, un des signataires du traité avec Louis XVIII ; fait partie du cabinet du duc de Wellington (1828) et de Robert Peel (1834 et 1841), et préside un cabinet mixte composé de whigs ; de peelistes et de radicaux, qui fait conclure une alliance offensive et défensive avec la France (1852-1855).
Il doit s'occuper de la séparation de la Belgique et de la Hollande (d'après le livre la Belgique et la Hollande, lettre à Lord Aberdeen suivie de la traduction de son discours à la chambre des pairs, et de ces notes sur ce discours par Victor de la Marre, Bruxelles, chez Berthot, Bruxelles,février 1832)
Diplomate, ministre des Affaires étrangères (1841-1846), puis Premier ministre en 1852, il s'efforce de régler pacifiquement les différends internationaux (entente avec François Guizot, Klemens Wenzel von Metternich et Nicolas Ier, signature des traités Webster-Ashburton et Oregon entre le Canada et les États-Unis). Malgré son opposition à la guerre de Crimée, il en fut rendu responsable et démissionna en 1855.